# 平和村 (高知県)
平和村（へいわむら）は、高知県吾川郡にあった村。現在の高知市春野町の東半にあたる。

## 地理
- 山岳：柏尾山、烏帽子山、大谷山
- 河川：新川川

## 歴史
- 1954年（昭和29年）6月1日 - 諸木村・秋山村・芳原村が合併して発足。
- 1956年（昭和31年）9月30日 - 西分村・仁西村・森山村・弘岡上ノ村・弘岡中ノ村・弘岡下ノ村と合併して春野村が発足。同日平和村廃止。